# Hélder da Silva
Hélder da Silva (Gabela, 15 de setembro de 1969) é um físico, eletrotécnico, pesquisador e inventor angolano. Suas pesquisas e invenções têm foco principalmente no campo eletromagnético e em sistemas eletrônicos para a aviação. É membro da Associação Angolana de Inventores e Inovadores.

## Biografia
Fez o ensino secundário-técnico em eletricidade no Instituto Médio Industrial de Luanda (IMIL), formando-se em eletrotécnica pelo Instituto Superior Técnico da Universidade de Lisboa, em Portugal. Passou a residir neste país desde sua mudança para estudos.
Suas pesquisas renderam um primeiro grande reconhecimento em 1999, quando recebeu medalha de bronze na Feira de Genebra, na Suíça, com um dispositivo de detecção e identificação de malas de viagens nos aeroportos.
Em 2010 recebeu medalha de prata na Feira de Nuremberga, na Alemanha, com um sistema automático para aterragem de aviões com defeito nos trens de aterragem. Na mesma feira recebeu medalha de prata por um sistema automático para sucção e drenagem para pacientes com traqueotomia sem balão.
Em 2014 ficou em segundo lugar nas feiras InnovaWorld e Innova Social com um projeto sistema de transmissão de dados das caixas negras sem contacto físico. No ano seguinte conquistou a medalha de prata e duas de bronze com um projeto de um sistema de controlo de acidentes de aviação, na Feira Internacional de Ideias, Invenções e Novos Produtos (IENA). Em 2018, em Toronto, no Canadá, ganhou medalha de ouro com um dispositivo para comunicar à distância com as caixas negras dos aviões.
Em 2022 conquistou a medalha de ouro na Feira Internacional de Ciências na Alemanha num trabalho sobre campo magnético, demonstrando a dimensão prática do teorema de Paul Dirac, tendo sido desenvolvido um dispositivo mecânico que demonstra o teorema em questão. O dispositivo desenvolvido por Silva demonstrou que uma através de uma injeção de um campo magnético residual, e com a ajuda desse campo, anula-se o outro pólo, restando uma só polaridade em vez dos pólos norte e sul. Assim, seria possível provar o sentido de orientação dos campos e o motivo pelo qual os planetas deslocam-se continuamente.
A partir das pesquisas e das premiações no campo do eletromagnetismo, Silva chegou a ser especulado como indicado ao Prémio Nobel de Física em 2023, trabalhando em demonstrações e divulgações sobre sua descoberta. Porém afirmou que seu trabalho, mesmo muito promissor e de fronteira de pesquisa científica e tecnológica, precisa estar vinculado a uma linha ou grupo de pesquisa acadêmica-universitária, além de ter publicações e revisão por pares para que tenha candidatura robusta ao prémio.